# Echo Point

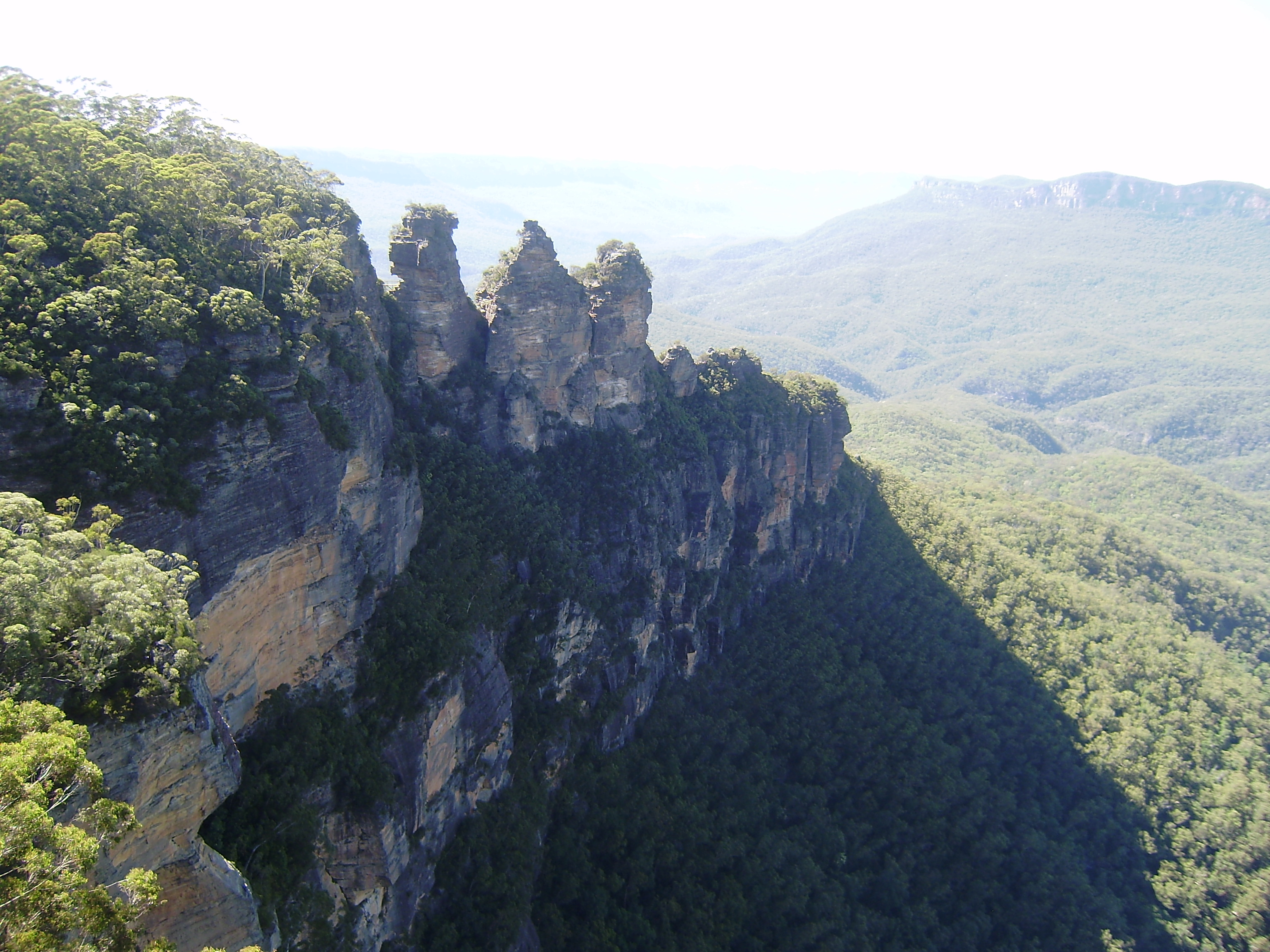
Echo Point/Three Sisters

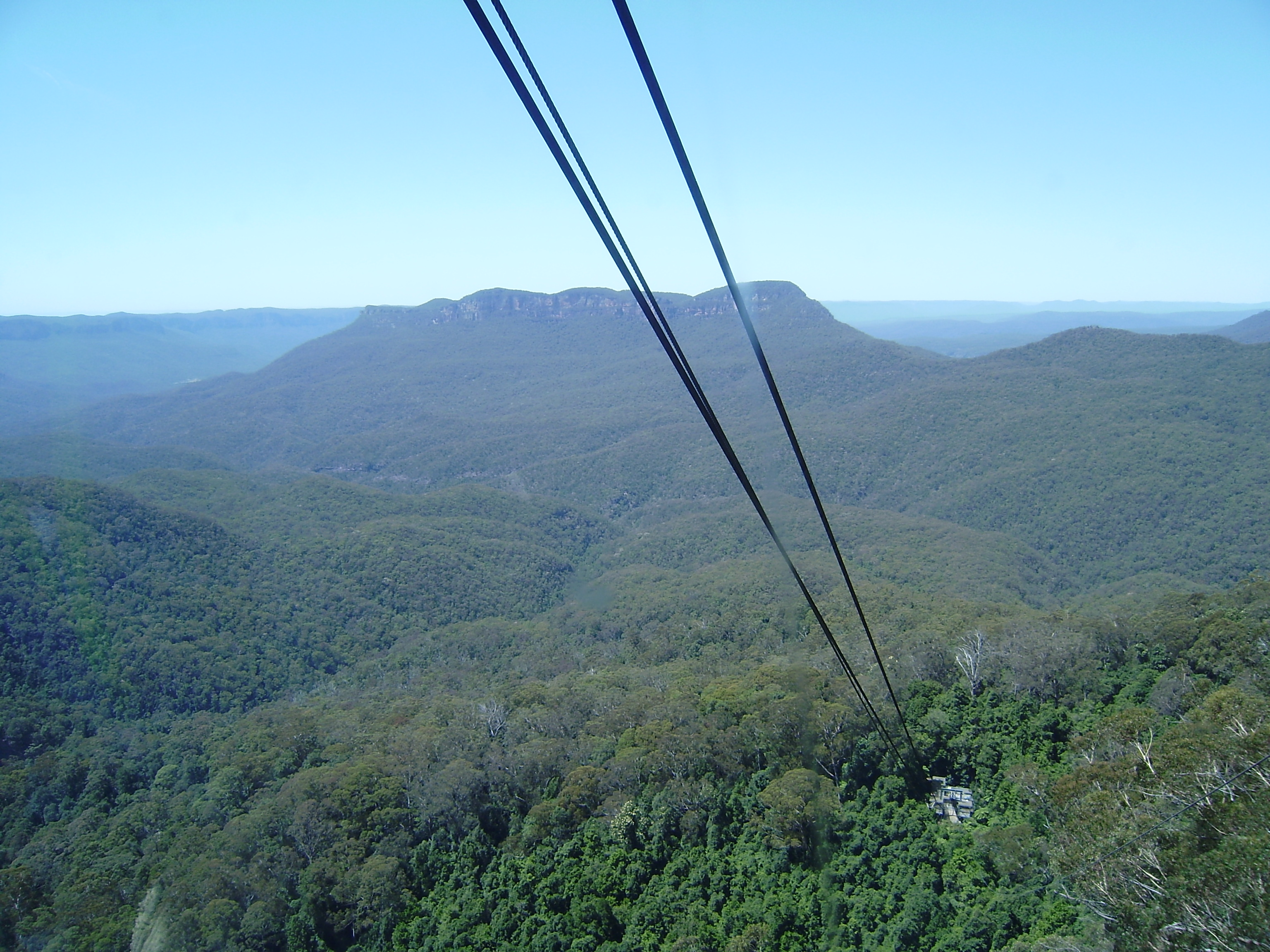
Jamison Valley

Echo Point is een uitzichtspunt in het Australische berggebied Blue Mountains nabij Katoomba. Vanaf dit punt heeft men een uitzicht met de Three Sisters en Jamison Valley. 
De Prince Henry Cliff Walk verbindt Echo Point en de Three Sisters via een wandelroute. Via de Giant Stairway, een steile trap van 860 treden, uitgehakt in de rotsen, kan worden afgedaald naar de vallei.